# Suicidal Angels
A Suicidal Angels nevű görög thrash metal együttes 2001-ben alakult meg Athénban. Jelenlegi tagok: Nick Melissourgos, Orfeas Tzortzopoulos, Angel Lelikakis és Gus Drax.  Lemezeik főleg a Nuclear Blast gondozásában jelennek meg. Legelőször 2011-ben koncerteztek nálunk. 2018 márciusában másodszor is felléptek Magyarországon, a norvég Satyriconnal együtt.

## Diszkográfia
- Eternal Domination (2007)
- Sanctify the Darkness (2009)
- Dead Again (2010)
- Bloodbath (2012)
- Divide and Conquer (2014)
- Division of Blood (2016)
- Years of Aggression (2019)